# Sabina Bartolí Gardell
Sabina Bartolí Gardell (Setcasas, 15 de abril de 1918 - Vinça, 22 de diciembre de 2016), también conocida como Sabine González (su apellido de casada), emigró en 1929 junto a su familia a Vallmanya (Conflent). Durante la Segunda Guerra Mundial, formó parte de la resistencia francesa. Encarcelada junto con su madre, María del Carme Gardell García, fue deportada al campo de concentración de Ravensbrück, donde se quedó huérfana. Más tarde, fue trasladada al campo de concentración de Flossenbürg y al campo de trabajo de Helmbrechts. En mayo de 1945 fue liberada y repatriada a Francia. El 1975 el gobierno francés la condecoró con la medalla de la Legión de Honor.

## Biografía
Nacida en el pueblecito de Setcases (Ripollés), era hija de Maria del Carme Gardell García y Joan Bartolí Guillaumes, tenía tres hermanos: Josep, Jaume y Hermínia. Cuando tenía once años, por razones económicas, la familia se estableció en Vallmanya, en el departamento de los Pirineos Orientales. Se casó con el asturiano Jovino González García, de sobrenombre Cubino,y tuvieron una hija, Raimunda. Al inicio de la Segunda Guerra Mundial, vivían en el Mas dels Cabanats, propiedad del militar y político Abdon Robert Casso, natural de Vallmanya y residente en París. Jovino González era la mano derecha de René Horte, maestro del pueblo, comunista y sindicalista. La familia Bartolí-Gardell-González apoyaba los movimientos de la resistencia local (Combate, Franco-tireur y Liberatión Sur). En un principio, sólo alimentando, alojando y escondiendo a algunos de sus miembros, pero poco a poco, el Mas Cabanats se convirtió en un punto logístico primordial para fugitivos, pasadores, maquis y agentes de información de la Red Co meta. A partir de 1942, Bartolí también se incorporó a las redes Darius, Sabot y al estado mayor del Armée Secréte (Organización del Ejército Secreto). En agosto de 1943 tenían escondidos en su casa al maestro René Horta, un republicano y un antifascista belga. A raíz de una denuncia anónima, la policía del Gobierno de Vichy irrumpió en el Mas, pero madre e hija les cerraron las puertas y resistieron, en medio de un tiroteo, hasta que los maquis lograron huir por una ventana trasera. Detenidas y golpeadas, fueron enviadas, sucesivamente, a las cárceles de Amélie-les-Bains-Palalda, a la ciudadela de Perpiñán y al campo de Compiègne, cerca de París, de donde salieron el 31 de enero de 1944, en dirección a Ravensbrück, en uno de los transportes más masivos de resistentes catalanas, entre las que se encontraban Neus Català y Alfonsina Bueno Vela.Viajaron hacinadas en vagones de ganado durante tres días, sin apenas comer ni beber. El 3 de febrero de 1944 llegaron al campo y fueron registradas con sus apellidos de casadas: Carmen Bartolí, número 27046, y Sabina González, número 27156.
Al poco, el 2 de agosto de 1944, tuvo lugar el hecho conocido como la masacre de Vallmanya. El pueblo entero sufrió la venganza nazi y fue totalmente destruido. Los habitantes que no pudieron huir fueron asesinados o deportados.
Las durísimas condiciones de Ravensbrück, el hambre, el frío y los malos tratos, diezmaron rápidamente la salud de las prisioneras. Maria del Carme Gardell, que ocupaba el barracón 22,murió de tifus el 15 de abril de 1945, en brazos de su compañera Coloma Serós (o Seró) Costa. Bartolí la sobrevivió y todavía sufrió otros dos traslados: al campo de Flossembürg y al campo de trabajo de Helmbrechts, donde fue obligada a trabajar en la fabricación de munición y piezas para el ejército alemán. El 5 de mayo de 1945 fue liberada y repatriada a Francia. En 1975 el gobierno francés la condecoró con la medalla de la Legión de Honor. Murió en Vinçà el 22 de diciembre de 2016, a los noventa y ocho años.